# Igor Tuleya

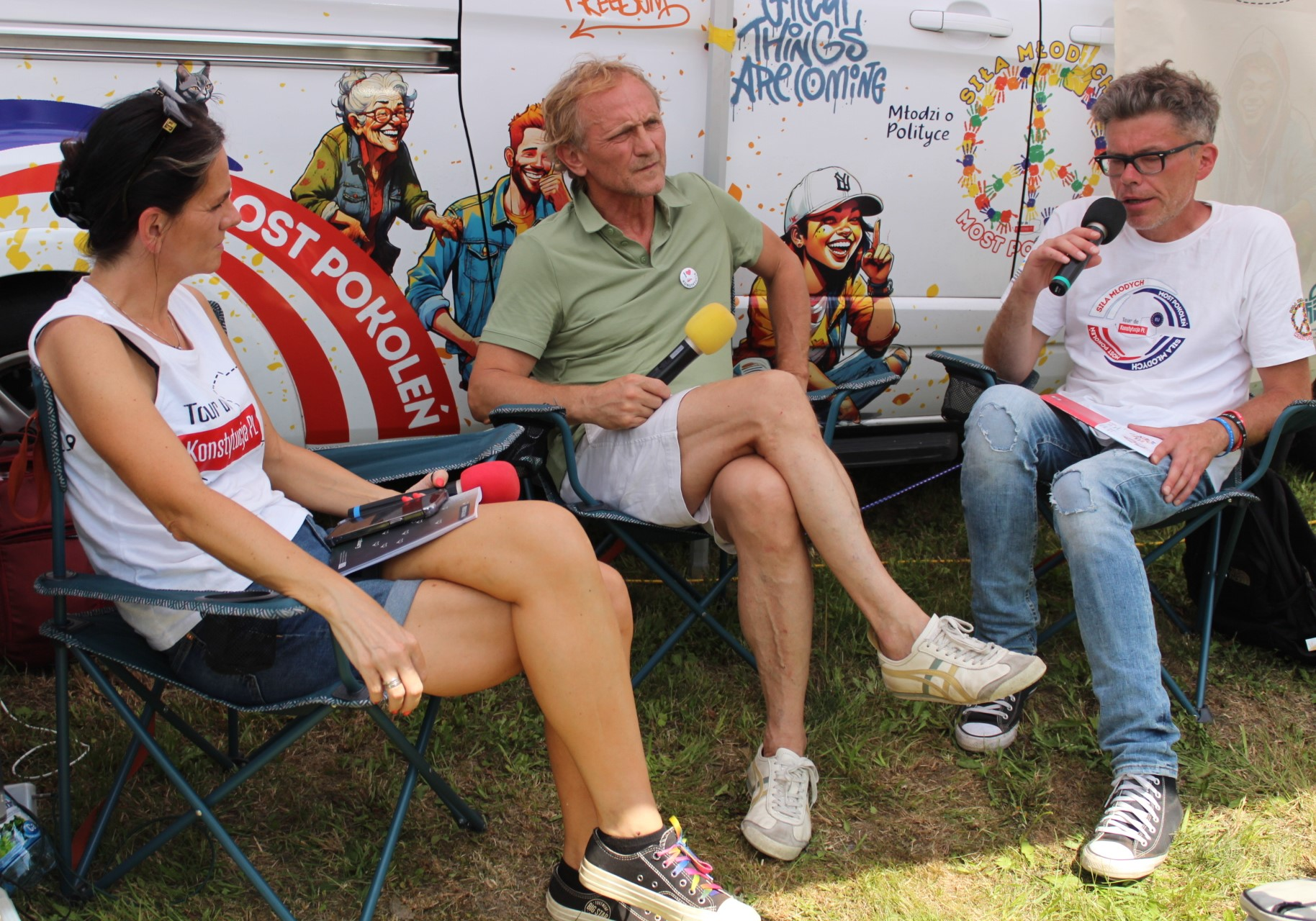
Andrzej Chyra, Igor Tuleya, Tour de Konstytucja

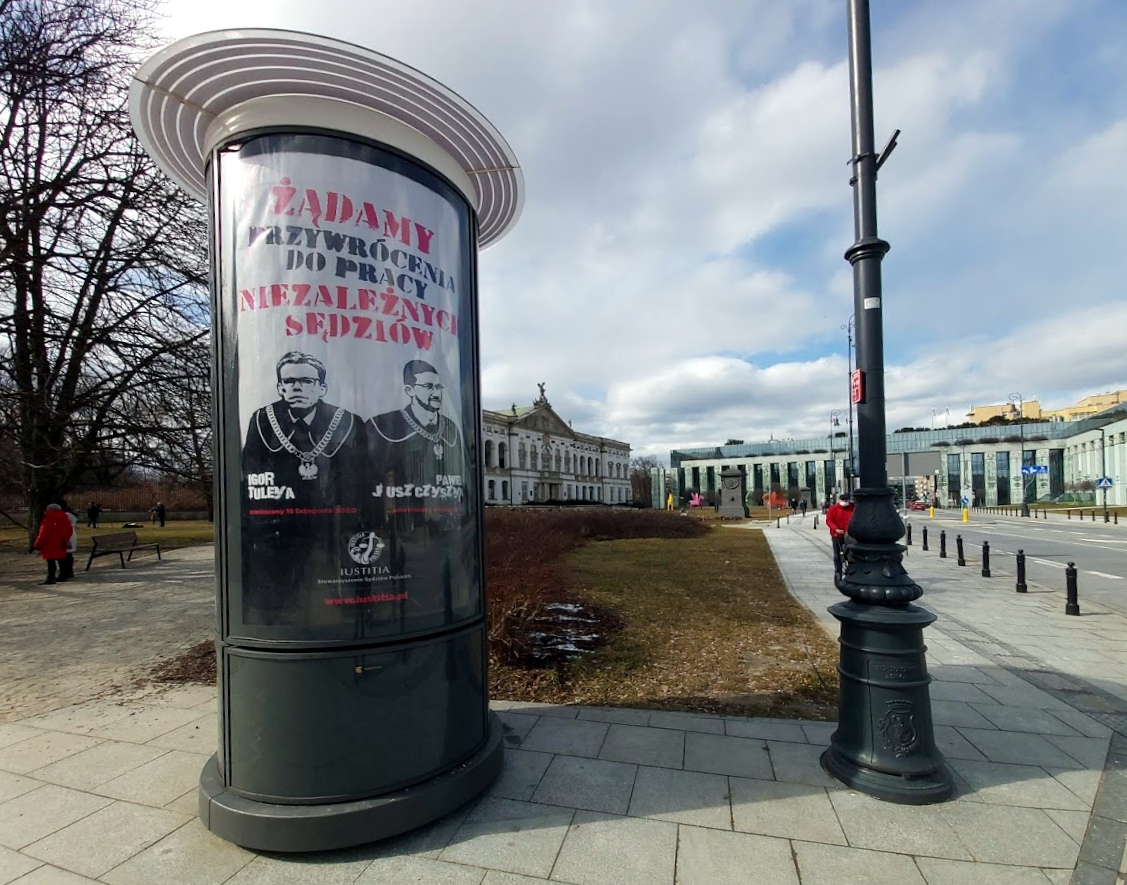
Afisz Stowarzyszenia Sędziów Polskich „Iustitia” przed budynkiem Sądu Najwyższego w Warszawie wzywający do przywrócenia do orzekania sędziów Igora Tuleyi i Pawła Juszczyszyna

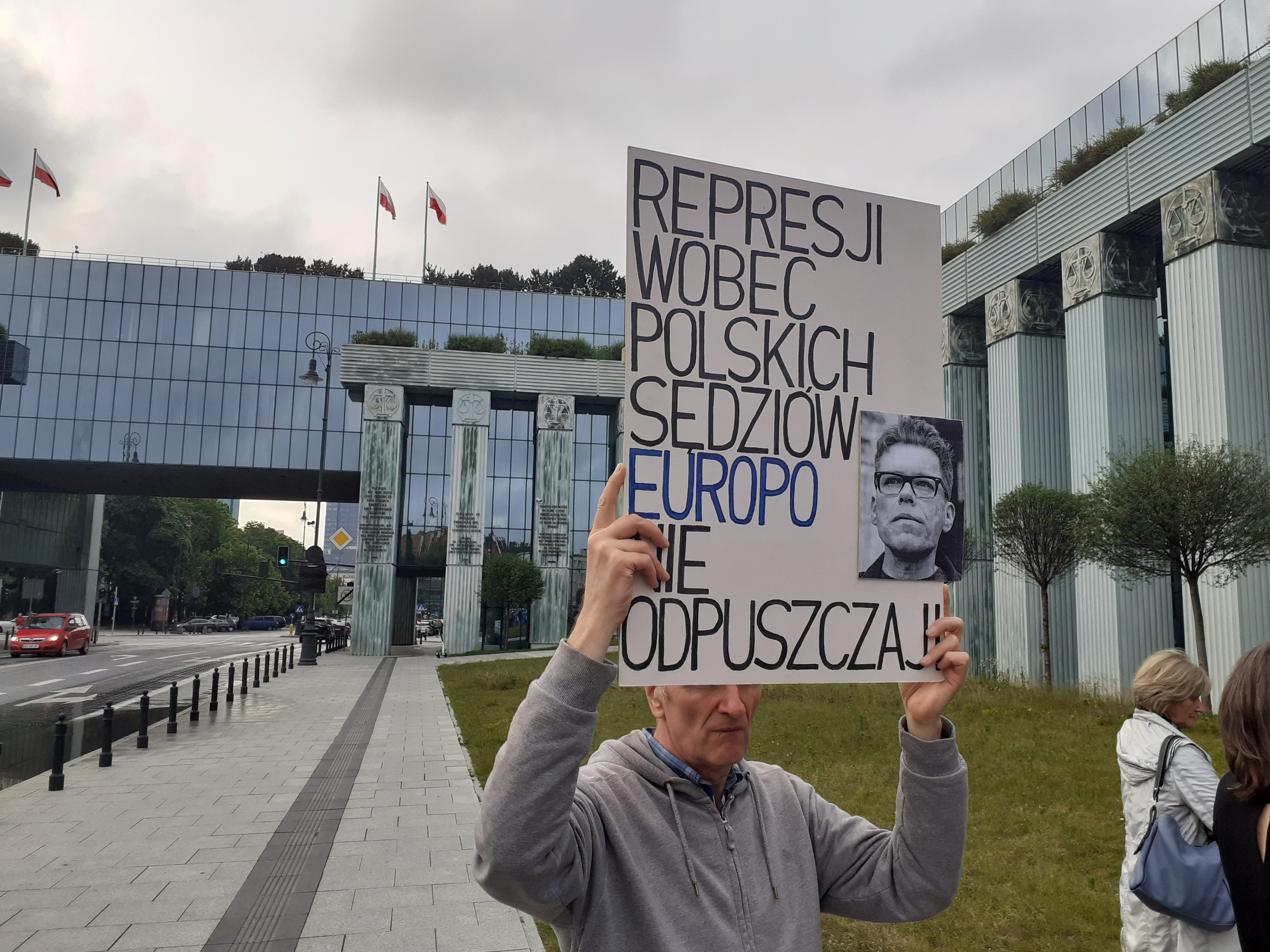
Wizerunek Igora Tuleyi na banerze w trakcie demonstracji przed Sądem Najwyższym (2022).

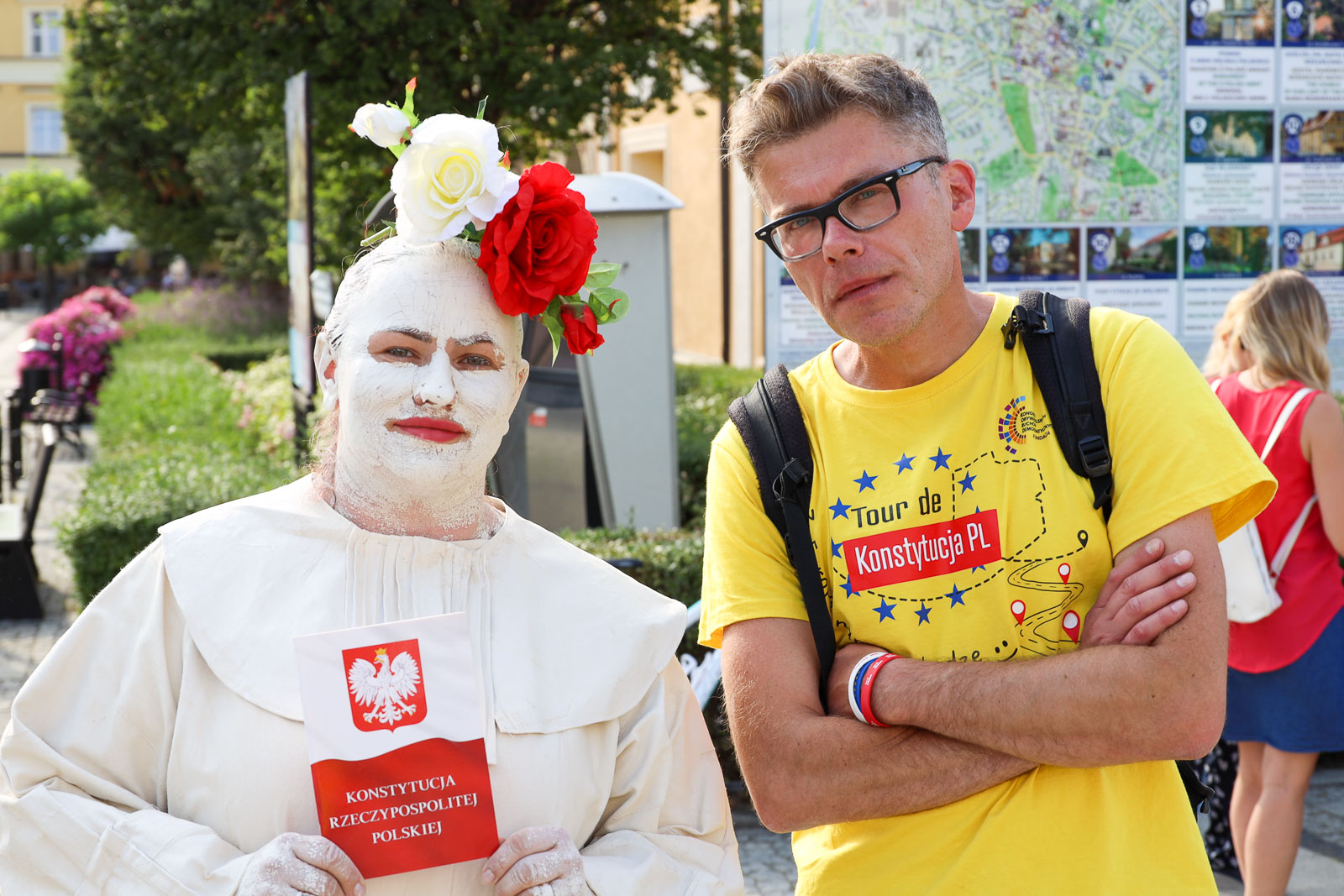
Glinoludka Kinga Gęsicka-Biały oraz Igor Tuleya w Bolesławcu (2022)

Igor Zygmunt Tuleya (ur. 24 sierpnia 1970 w Łodzi) – polski prawnik, sędzia Sądu Okręgowego w Warszawie oraz były rzecznik tego sądu.

## Życiorys
Urodził się 24 sierpnia 1970 w Łodzi. Wychował się w Warszawie. Absolwent VI Liceum Ogólnokształcącego im. Tadeusza Reytana w Warszawie (1989). Początkowo rozważał studiowanie medycyny, jednak podjął studia prawnicze na Uniwersytecie Warszawskim. 
Jego ojciec pracował w Milicji Obywatelskiej, a matka Lucyna najpierw w latach 1960-71 w Milicji Obywatelskiej w Łodzi w wydziale kryminalnym, a później, do 1988 r., w Służbie Bezpieczeństwa w Biurze „B” Ministerstwa Spraw Wewnętrznych, gdzie według syna zajmowała się „szpiegowaniem dyplomatów amerykańskich”.
Był sędzią w Sądzie Rejonowym w Nowym Dworze Mazowieckim. Na stanowisko sędziego Sądu Okręgowego w Warszawie powołał go 18 marca 2010 prezydent Lech Kaczyński. Od 2012 był rzecznikiem prasowym tego sądu; stanowisko miał stracić wskutek uzasadnienia wyroku dotyczącego Mirosława Garlickiego.
3 grudnia 2012 Sąd Okręgowy w Warszawie pod przewodnictwem Igora Tuleyi wyraził zgodę na osadzenie w Polsce, skazanego przez Międzynarodowy Trybunał Karny, serbskiego zbrodniarza wojennego Radislava Krstića.
4 stycznia 2013 sąd pod przewodnictwem Igora Tulei skazał Mirosława Garlickiego na rok więzienia w zawieszeniu na dwa lata oraz grzywnę za przyjęcie 17,5 tysiąca złotych łapówek, uniewinnił go natomiast od zarzutów nadużyć seksualnych i spowodowania śmierci pacjenta. Tuleya, uzasadniając wyrok, potępił działania władzy. Garlicki kreowany był jako uosobienie niemoralnego zachowania się lekarzy. Sędzia porównał działanie służb do znanych z czasów stalinowskich (groźby, przesłuchania nocne, nieuzasadnione zatrzymania). Po dojściu do władzy przez Prawo i Sprawiedliwość w 2015, środowiska związane z tą partią przedstawiały wspomniany wyrok jako jeden z dowodów na zepsucie wymiaru sprawiedliwości.
W toku kryzysu wokół Sądu Najwyższego w Polsce zwrócił się do Trybunału Sprawiedliwości Unii Europejskiej z pytaniem prejudycjalnym dotyczącym zgodności ustaw dokonujących zmian w wymiarze sprawiedliwości w Polsce z europejskimi standardami dotyczącymi niezawisłości sędziowskiej. 24 września 2019 Rzecznik generalny TSUE ocenił, że pytania prejudycjalne sądów w sprawie systemu dyscyplinarnego dla sędziów w Polsce należy uznać za niedopuszczalne. Według rzecznika „sądy żywią jedynie subiektywne obawy, które nie urzeczywistniły się w postaci wszczęcia postępowań dyscyplinarnych”.
Krytykował też inne zmiany w sądownictwie wprowadzane przez rząd Prawa i Sprawiedliwości. We wrześniu 2018 rzecznik dyscyplinarny do spraw sędziów zażądał od niego wyjaśnień w tym zakresie.
18 listopada 2020 na podstawie decyzji Izby Dyscyplinarnej stracił sędziowski immunitet w sprawie o niedopełnienie obowiązków służbowych oraz przekroczenia uprawnień. Sędzia Tuleya, jak i zdecydowana większość prawników, tej decyzji nie uznał, argumentując, że Izba Dyscyplinarna została zawieszona przez Trybunał Sprawiedliwości Unii Europejskiej, a Sąd Najwyższy uznał, że nie jest niezależnym sądem. Ponadto została powołana przez wyłonioną niezgodnie z Konstytucją Krajową Radę Sądownictwa i wyczerpuje znamiona sądu wyjątkowego, a więc nie może istnieć w systemie prawnym bez wprowadzenia stanu wojennego.
W latach 2021-2022 był stałym felietonistą internetowej rozgłośni Halo.Radio.
24 lutego 2021 Sąd Apelacyjny w Warszawie w postanowieniu stwierdził, że „Igor Tuleja jest nieprzerwanie sędzią sądu powszechnego RP z przypisanym do tego urzędu immunitetem”, a „uchylenie immunitetu może nastąpić na podstawie prawomocnego orzeczenia niezależnego, bezstronnego i niezawisłego sądu w toku sprawiedliwego i jawnego rozpatrzenia sprawy. Izba Dyscyplinarna nie ma żadnej z tych właściwości”.
Prezes Sądu Okręgowego w Warszawie odmówił wykonania orzeczenia, gdyż jego zdaniem jest niezgodne z prawem. Prokuratura skierowała do Sądu Najwyższego wniosek o przymusowe doprowadzenie Tulei na przesłuchanie; 29 listopada 2022 Izba Odpowiedzialności Zawodowej Sądu Najwyższego ostatecznie odrzuciła wniosek jako „oczywiście bezzasadny”.
W lipcu 2021, pomimo wiążącej decyzji Trybunału Sprawiedliwości UE z dnia 15 lipca 2022, sędziowie Piotr Schab oraz Przemysław Radzik po raz pierwszy nie dopuścili Igora Tulei do orzekania.
21 marca 2022 Sąd Okręgowy Warszawa-Praga wydał prawomocne orzeczenie przywracające sędziego Igora Tuleyę do pracy. Sąd wydał zabezpieczenie, w ramach którego nakazał Sądowi Okręgowemu w Warszawie dopuszczenie sędziego Igora Tuleyi do wykonywania wszystkich praw i obowiązków służbowych. Pomimo tego Piotr Schab, Prezes Sądu Okręgowego w Warszawie i jego wiceprezes Przemysław Radzik ponownie nie dopuścili do orzekania sędziego Igora Tuleyi.
Po raz trzeci sędzia Tuleya nie został dopuszczony do orzekania w sierpniu 2022, pomimo prawomocnego postanowienia sądu pracy.
29 listopada 2022 Izba Odpowiedzialności Zawodowej (następczyni wcześniej istniejącej Izby Dyscyplinarnej) Sądu Najwyższego w składzie trzech tak zwanych starych sędziów w osobach Wiesława Kozielewicza, Dariusza Kali oraz Małgorzaty Wąsek-Wiaderek w sprawie o sygnaturze II ZIZ 4/22 podjętą uchwałą utrzymała w mocy uchwałę SN odmawiającą zezwolenia na zatrzymanie i przymusowe doprowadzenie sędziego na przesłuchanie do prokuratury. Ponadto Sąd Najwyższy z urzędu zdecydował o uchyleniu wskazanej powyżej uchwały Sądu Najwyższego z dnia 18 listopada 2020 r. w części obejmującej zawieszenie sędziego w czynnościach służbowych i obniżenie wysokości jego wynagrodzenia na czas zawieszenia o 25%.

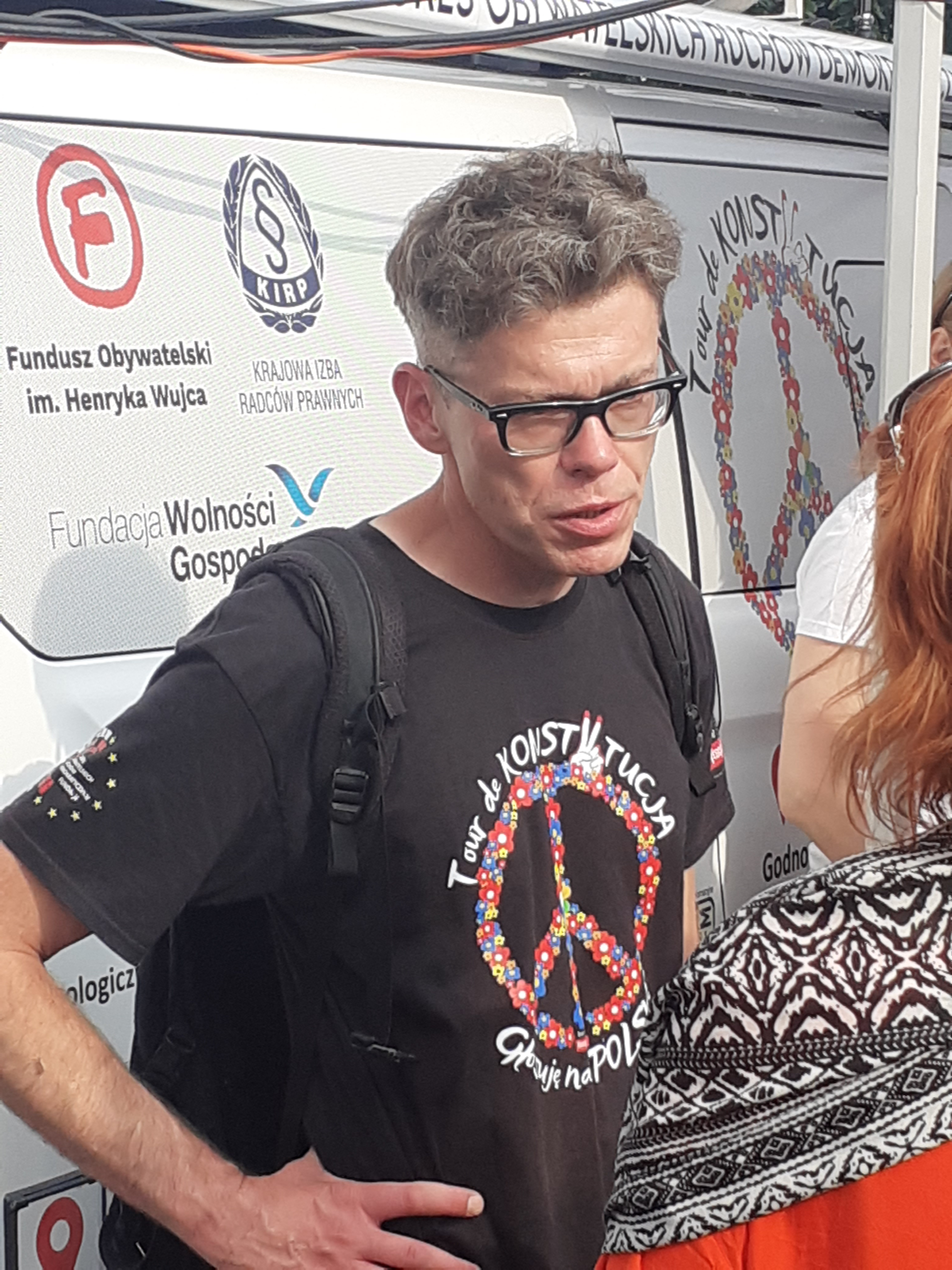
Igor Tuleya w trakcie Tour de KonstytucjaPL w Warszawie w 2023.

30 listopada 2022 po przeszło 700 dniach zawieszenia sędzia Igor Tuleya decyzją Prezes Sądu Okręgowego w Warszawie Joanny Przanowskiej-Tomaszek został przywrócony do wykonywania czynności orzeczniczych na poprzednich warunkach w VIII Wydziale Karnym Sądu Okręgowego w Warszawie.
6 lipca 2023 r. Europejski Trybunał Praw Człowieka wydał wyrok w sprawie sędziego Igora Tuleyi przeciwko Polsce (skargi numer 21181/19 i 51751/20). ETPCz uznał, że doszło do naruszenia art. 6 ust. 1 Europejskiej Konwencji o Ochronie Praw Człowieka i Podstawowych wolności (prawo do rzetelnego procesu sądowego), art. 8 Konwencji (prawo do poszanowania życia prywatnego) oraz art. 10 Konwencji (prawo do wolności wypowiedzi). Trybunał zasądził na rzecz sędziego zadośćuczynienie w kwocie 30.000 euro oraz 6.000 euro tytułem zwrotu kosztów. Zdanie odrębne do wyroku złożył polski sędzia Krzysztof Wojtyczek, który nie zgodził się z argumentacją Trybunału w kwestii naruszenia art. 6 oraz art. 8 Konwencji. Pełnomocnikami sędziego Igora Tuleyi byli: adw. Sylwia Gregorczyk-Abram, adw. Michał Wawrykiewicz, Maria Ejchart i adw. Jacek Dubois.
13 lipca 2023 r. Trybunał Sprawiedliwości Unii Europejskiej wydał wyrok w sprawie sędziego Igora Tuleyi przeciwko Polsce, w którym przypomniał, że uchwała o odsunięciu Tuleyi od orzekania "została oparta na przepisach krajowych, które Trybunał uznał niedawno za sprzeczne z (...) Traktatem o Unii Europejskiej". Trybunał Sprawiedliwości Unii Europejskiej stwierdził również, że prawo UE "wymaga, by sędzia Igor Tuleya mógł nadal wykonywać swoje kompetencje judykacyjne w toczącym się postępowaniu karnym" oraz "aby skład orzekający, któremu przekazano sprawę pierwotnie powierzoną sędziemu Igorowi Tuleyi, wstrzymał się od orzekania, a właściwe organy sądowe ponownie przydzieliły ją sędziemu Tuleyi".
Wyrokiem z 18 grudnia 2024 Sąd Okręgowy w Płocku przyznał Tulei pełne wyrównanie bezprawnie obniżonej mu przez niespełniającą standardów sądu Izbę Dyscyplinarną SN pensji.
Sąd Rejonowy dla Warszawy-Woli 9 stycznia 2025, po 7 latach od wszczęcia, ostatecznie umorzył śledztwo wydziału spraw wewnętrznych Prokuratury Krajowej przeciwko niemu. W podstawie umorzenia sąd podał, że Tuleya nie popełnił czynu zabronionego.

## Wyróżnienia
W 2019 został laureatem XIII edycji Nagrody im. Edwarda J. Wende.
30 sierpnia 2022 w Europejskim Centrum Solidarności w Gdańsku został uhonorowany Medalem Wolności Słowa 2022 w kategorii "Instytucja". Nagrodę przyznawała Fundacja Grand Press.
Centrum Międzynarodowych Praw Człowieka (CIHR) Northwestern Pritzker School of Law przyznało mu nagrodę Global Jurist of the Year („Światowy Prawnik Roku”) w dziewiątej edycji. Coroczna nagroda Global Jurist of the Year Award honoruje urzędującego sędziego, który wykazał się zaangażowaniem na rzecz praw człowieka i praworządności w obliczu przeciwności losu (wręczenie odbyło się 7 marca 2024 w Chicago).

## Publikacje
- Magdalena Czernicka, Igor Tuleya, Kodeks postępowania karnego, Warszawa: Wydawnictwo C.H. Beck, 2005.
- Magdalena Czernicka, Igor Tuleya, Kodeks wykroczeń. Kodeks postępowania w sprawach o wykroczenia, Warszawa: Wydawnictwo C.H. Beck, 2007.
- Magdalena Czernicka, Igor Tuleya, Kodeks karny wykonawczy, Warszawa: Wydawnictwo C. H. Beck, 2007.
- Igor Tuleya, Ustawa o uznaniu za nieważne orzeczeń wydanych wobec osób represjonowanych za działalność na rzecz niepodległego bytu Państwa Polskiego: komentarz praktyczny, Poznań: Polskie Wydawnictwo Prawnicze Iuris, 2012.
- Małgorzata Młodawska-Piaseczna, Igor Tuleya, Anna Wielgolewska, Akta karne dla aplikantów, Warszawa: Wydawnictwo Wolters Kluwer, 2018.